# Revinhade
Revinhade es una freguesia portuguesa del concelho de Felgueiras, con 4,03 km² de superficie y 810 habitantes (2001). Su densidad de población es de 201,0 hab/km².